# Каминский, Александр (праведник мира)
Александр Каминский (пол. Aleksander Kamiński; 28 января 1903, Варшава — 15 марта 1978, Варшава) — польский педагог, деятель харцерства, подпольщик, писатель, Праведник мира.

## Биография
Родился в Варшаве в семье фармацевта. В 1905 году переехал с родителями в Киев, где окончил русскую четырёхклассную школу, в 1914 году переехал с семьёй в Ростов-на-Дону, а в 1916 году — в Умань, где в связи со смертью отца был вынужден работать рассыльным в банке. В 1918 стал учиться в уманской польской школе, стал членом Первой мужской команды скаутов имени Тадеуша Костюшко.
В марте 1921 года уехал в Польшу и продолжил в Варшаве учёбу в гимназии, которую окончил в 1922 году. Затем изучал историю в Варшавском университете, в январе 1928 году получил степень магистра. Во время учёбы работал помощником учителя, комендантом общежития. С 1929 года работал учителем истории в гимназии в Варшаве, а также в Союзе польских харцеров, разработал методику харцерской работы с детьми младшего школьного возраста, написал повесть о харцерах «Антек Цваняк» (1932). Сотрудничал с детским журналом Płomyk.
После немецкой оккупации Польши в 1939 году организовал приют для детей, осиротевших во время осады Варшавы. С октября 1939 года участвовал в антинацистском подполье, был редактором подпольного издания «Информационный бюллетень», где публиковался под псевдонимом «Губерт», работал в Бюро информации и пропаганды и контрразведке Армии Крайовой, в 1944 г. под псевдонимом «Юлиус Горецкий» опубликовал книгу «Камни на шанец», поддерживал контакты с еврейскими подпольщиками в Варшавском гетто. После поражения Варшавского восстания в октябре 1944 года прекратил подпольную работу.
С мая 1945 года был преподавателем педагогики в Университете Лодзи, в 1947 году получил степень доктора философии, участвовал в харцерском движении, но в 1950 году был уволен из университета по идеологическим причинам и до 1956 года был под наблюдением органов госбезопасности. Однако уже в 1956—1958 годах возглавил Союз польских харцеров ПНР.
В 1958 году вернулся на работу в Университет Лодзи, где с 1962 года руководил кафедрой социальной педагогики, а в 1969 году получил звание профессора.
После ухода на пенсию в 1972 году вернулся в Варшаву, где и умер. Похоронен на воинском кладбище в Варшаве.

## Память

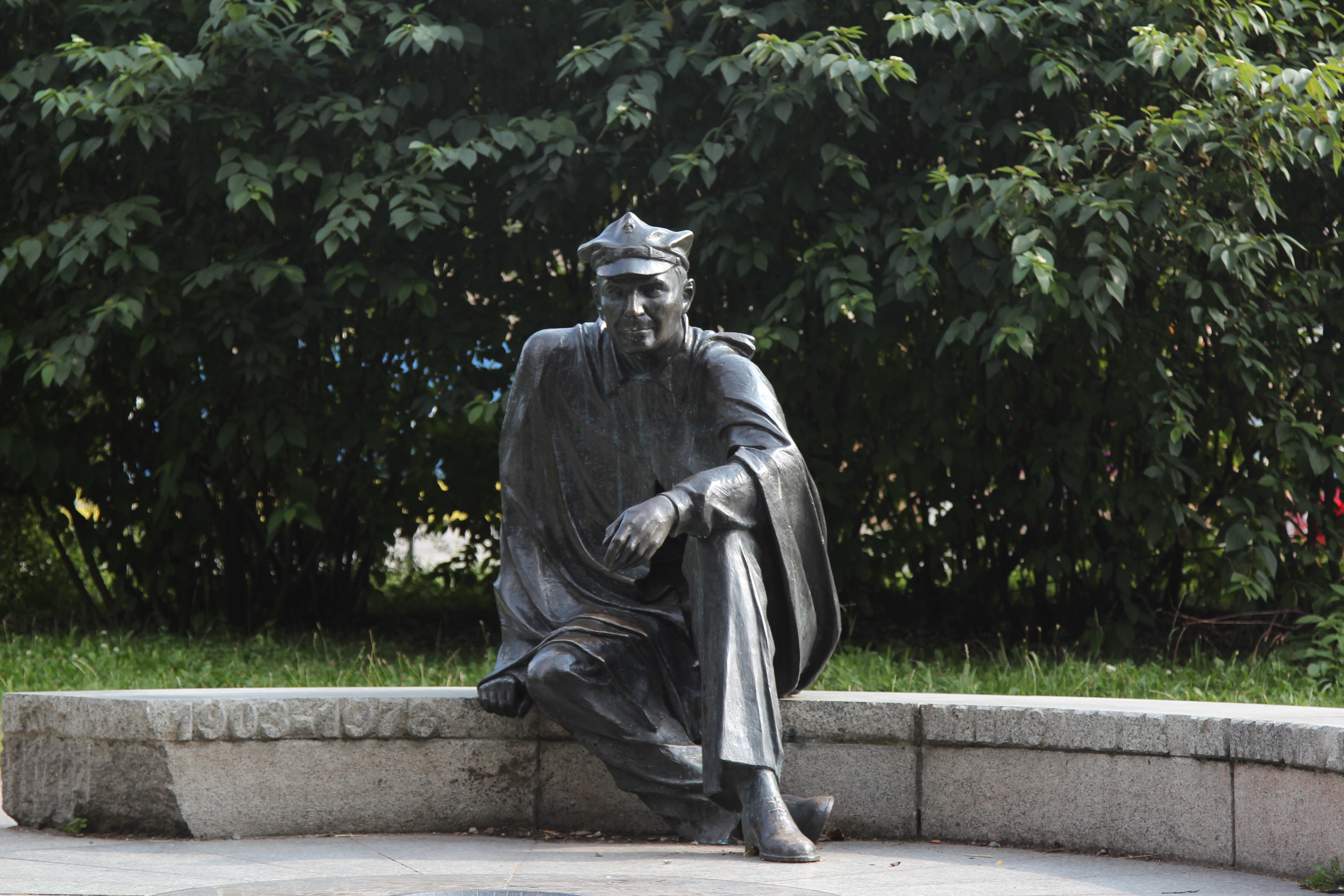
Памятник А.Каминскому в Лодзи

В 1991 году «Яд ва-Шем» посмертно присвоил Каминскому звание «Праведника мира», в 2008 году Каминский был посмертно награждён Орденом Возрождения Польши.

## Книги
- Antek Cwaniak (1932)
- Książka wodza zuchów (1933)
- Andrzej Małkowski (1934)
- Krąg rady (1935)
- Wielka Gra (1942)
- Przodownik. Podręcznik dla kierowników oddziałów Zawiszy (wyd. I, cz. 1-2, grudzień 1942, wyd. II w 1943, wyd. III w 1944)
- Kamienie na szaniec (10 wydań, I w 1944 i II w 1945, pod pseudonimem Juliusz Górecki) ISBN 83-10-10505-3
- Narodziny dzielności (1947),
- Jaćwież (1953)
- Zośka i Parasol